# Cisco Kid (serie televisiva)
Cisco Kid (The Cisco Kid) è una serie televisiva statunitense in 156 episodi trasmessi per la prima volta nel corso di 6 stagioni dal 1950 al 1956.
È una serie del genere western incentrata sulle vicende del personaggio di Cisco Kid (nato nel 1907 nel racconto The Caballero's Way di O. Henry) e del suo fedele amico Pancho, due desperados messicani ricercati per reati non specificati ma visti dai poveri e dalla maggioranza della popolazione come dei Robin Hood che aiutano gli oppressi.

## Personaggi e interpreti
- Cisco Kid (156 episodi, 1950-1956), interpretato da Duncan Renaldo.
- Pancho (156 episodi, 1950-1956), interpretato da Leo Carrillo.
- Sceriffo (20 episodi, 1950-1955), interpretato da Bill Catching.
- Blade Meddick (14 episodi, 1950-1955), interpretato da Marshall Reed.
- Brad Torrance (14 episodi, 1951-1956), interpretato da Keith Richards.
- Posse Rider (13 episodi, 1950-1954), interpretato da Ray Jones.
- Dottor Owen Desmond (11 episodi, 1950-1956), interpretato da Earle Hodgins.
- Gus Brown (10 episodi, 1950-1955), interpretato da I. Stanford Jolley.
- Bill Jarrett (9 episodi, 1950-1954), interpretato da William Henry.
- Tom Barton (9 episodi, 1950-1955), interpretato da Tristram Coffin.
- Albuquerque Jones (9 episodi, 1952-1955), interpretato da Kermit Maynard.
- Duke (8 episodi, 1950-1955), interpretato da Dennis Moore.
- Chuck Farley (8 episodi, 1951-1956), interpretato da Terry Frost.
- Al Shelby (8 episodi, 1950-1954), interpretato da Holly Bane.
- Clyde Barrows (7 episodi, 1951-1955), interpretato da Leonard Penn.
- Dave (7 episodi, 1951-1955), interpretato da Rory Mallinson.
- Brady (7 episodi, 1950-1955), interpretato da Edmund Cobb.

## Produzione
La serie fu prodotta da ZIV Television Programs e girata in California. Le musiche furono composte da Albert Glasser.

### Registi
Tra i registi sono accreditati:
- Lambert Hillyer in 39 episodi (1953-1956)
- Paul Landres in 31 episodi (1950-1954)
- Eddie Davis in 29 episodi (1951-1954)
- Leslie Goodwins in 14 episodi (1955-1956)
- Derwin Abrahams in 13 episodi (1950)
- Sobey Martin in 8 episodi (1952-1953)
- George Cahan in 7 episodi (1952)
- Albert Herman in 6 episodi (1950-1951)
- Lew Landers in 6 episodi (1953-1954)
- Herbert I. Leeds in 2 episodi (1953)

### Sceneggiatori
Tra gli sceneggiatori sono accreditati:
- O. Henry in 156 episodi (1950-1956)
- J. Benton Cheney in 37 episodi (1950-1956)
- Barry Cohon in 17 episodi (1954-1956)
- Ande Lamb in 10 episodi (1950-1956)
- Barney A. Sarecky in 10 episodi (1953-1956)
- Warren Wilson in 9 episodi (1951-1954)
- Betty Burbridge in 6 episodi (1950-1951)
- Kenneth A. Enochs in 6 episodi (1954-1956)
- Robert Clayton in 5 episodi (1952-1955)
- Edmond Kelso in 5 episodi (1952-1954)
- Donn Mullally in 5 episodi (1953-1956)
- Wilbur S. Peacock in 5 episodi (1954-1955)
- Sherman L. Lowe in 4 episodi (1950-1951)
- Elizabeth Beecher in 4 episodi (1951-1952)
- George Callahan in 4 episodi (1953-1954)
- Louise Rousseau in 3 episodi (1951)
- Richard S. Conway in 3 episodi (1952-1953)
- Buckley Angell in 3 episodi (1954-1956)
- Royal K. Cole in 2 episodi (1950)
- Irwin Lieberman in 2 episodi (1952-1953)
- Larry Lund in 2 episodi (1953-1956)
- Roy Hamilton in 2 episodi (1953-1954)
- Ben Markson in 2 episodi (1953)
- Ed Gardner in 2 episodi (1954-1956)
- Gerald Geraghty in 2 episodi (1954)

## Distribuzione
La serie fu trasmessa negli Stati Uniti dal 5 settembre 1950 al 22 marzo 1956  in syndication. In Italia è stata trasmessa con il titolo Cisco Kid.
Alcune delle uscite internazionali sono state:
- negli Stati Uniti il 5 settembre 1950 (The Cisco Kid)
- in Francia il 5 settembre 1986
- in Spagna (Cisco Kid)
- in Finlandia (Cisco Kid)
- in Italia (Cisco Kid)

## Episodi
| Stagione         | Episodi | Prima TV USA |
| ---------------- | ------- | ------------ |
| Prima stagione   | 26      | 1950-1951    |
| Seconda stagione | 26      | 1951-1952    |
| Terza stagione   | 26      | 1952-1953    |
| Quarta stagione  | 26      | 1953-1954    |
| Quinta stagione  | 26      | 1954-1955    |
| Sesta stagione   | 26      | 1955-1956    |